# Trailside museum

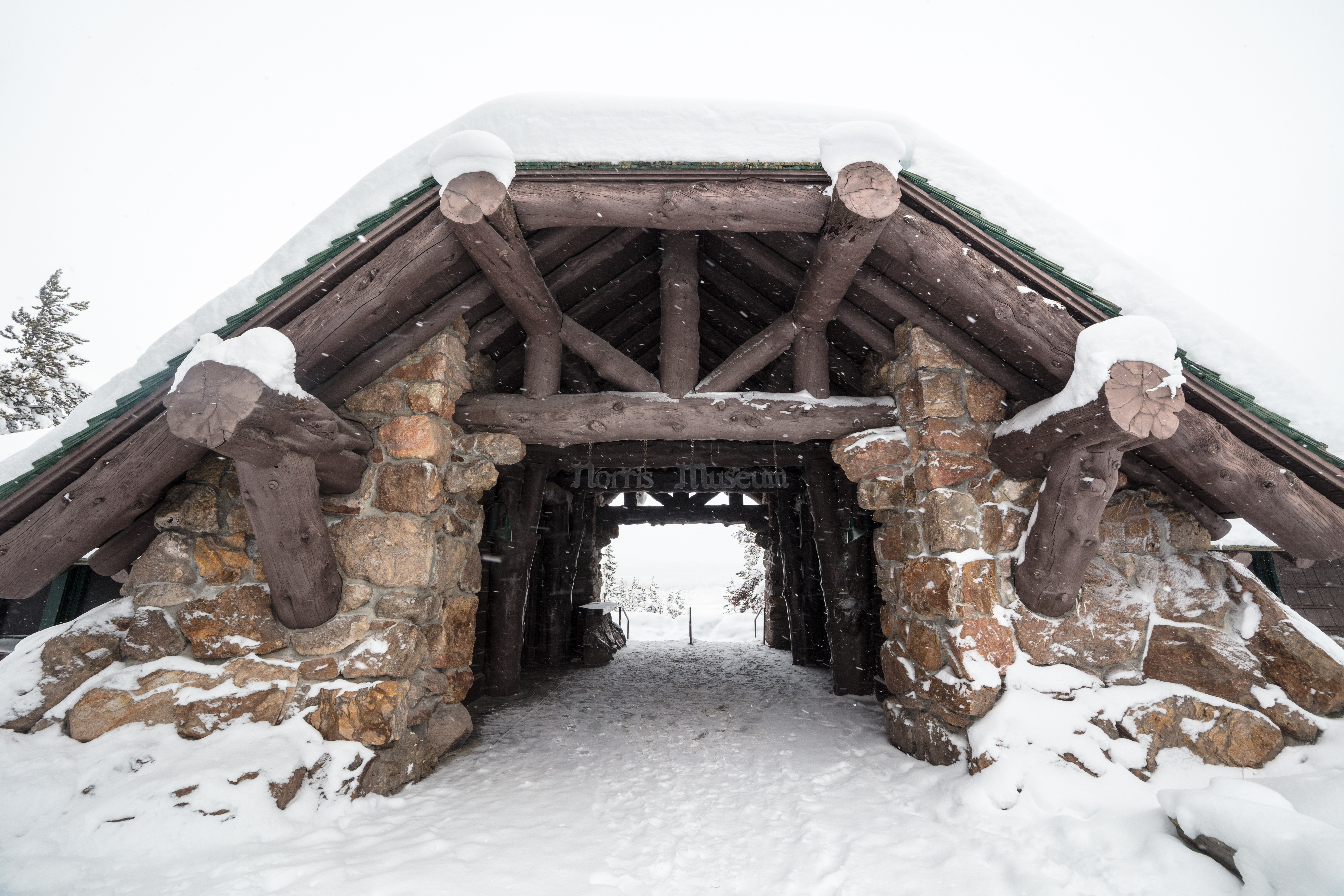
Le Norris Museum, un trailside museum dans le parc national de Yellowstone.

Un trailside museum – littéralement un « musée en bord de sentier » en langue anglaise – est un édicule touristique-type que l'on rencontre en milieu naturel dans quelques aires protégées aux États-Unis. Il s'agit souvent de structures de style rustique, ouvertes sur l'extérieur et d'accès gratuit, fonctionnant habituellement sans personnel attitré. Elles s'apparentent à de grands kiosques d'information ou de petits musées d'histoire naturelle isolés présentant au passant la région alentour, notamment à travers des panneaux.
Les trailside museums les plus connus sont l'œuvre de l'architecte Herbert Maier et se trouvent au sein de trois parcs nationaux américains. Dans le parc national de Yosemite, en Californie, le Glacier Point Trailside Museum, construit dès 1924, est inscrit au Registre national des lieux historiques depuis le 4 avril 1978. Dans le parc national du Grand Canyon, en Arizona, l'ancien Yavapai Point Trailside Museum, qui date de 1928, est devenu un musée consacré à la géologie de la région du Grand Canyon sous le nom de Yavapai Museum of Geology. Dans le parc national de Yellowstone, enfin, le Madison Museum, le Norris Museum et le Fishing Bridge Museum sont trois structures du même type construites à compter de 1929 dans le style rustique du National Park Service. Depuis le 28 mai 1987, elles forment ensemble un National Historic Landmark sous le nom de Norris, Madison, and Fishing Bridge Museums.
Ailleurs dans le National Park System, et en particulier dans le parc national des volcans d'Hawaï, à Hawaï, le Mauna Loa Lookout, qui fait aujourd'hui office de point de vue panoramique, a été construit pour servir de trailside museum en 1937-1938.
Dans le reste du pays, et cette fois hors des parcs du NPS, d'autres structures sont appelées « Trailside Museums », par exemple le Blue Hills Trailside Museum de la Blue Hills Reservation dans le Massachusetts, l'Hal Tyrrell Trailside Museum of Natural History dans l'Illinois, le Trailside Museum du parc d'État de Bear Mountain dans l'État de New York, le Trailside Museum de la Glen Helen Nature Preserve dans l'Ohio et le Trailside Museum of Natural History du parc d'État du fort Robinson dans le Nebraska. Ce dernier occupe un ancien théâtre inscrit au Registre national des lieux historiques depuis le 7 juillet 1988.